# Pierre Zbinden
Pierre Zbinden (* 24. September 1913 in Lausanne; † 20. November 1981 in Zürich) war ein Schweizer Landschaftsarchitekt.

## Berufliches Wirken
Pierre Zbinden arbeitete von 1939 bis 1947 für die Schweizerische Landesausstellung 1939. Im Jahr 1946 gründete er ein eigens Planungsbüro. 1958 wurde er zum Garteninspektor des Gartenbauamtes Zürich gewählt.

### Landschaftsarchitektur

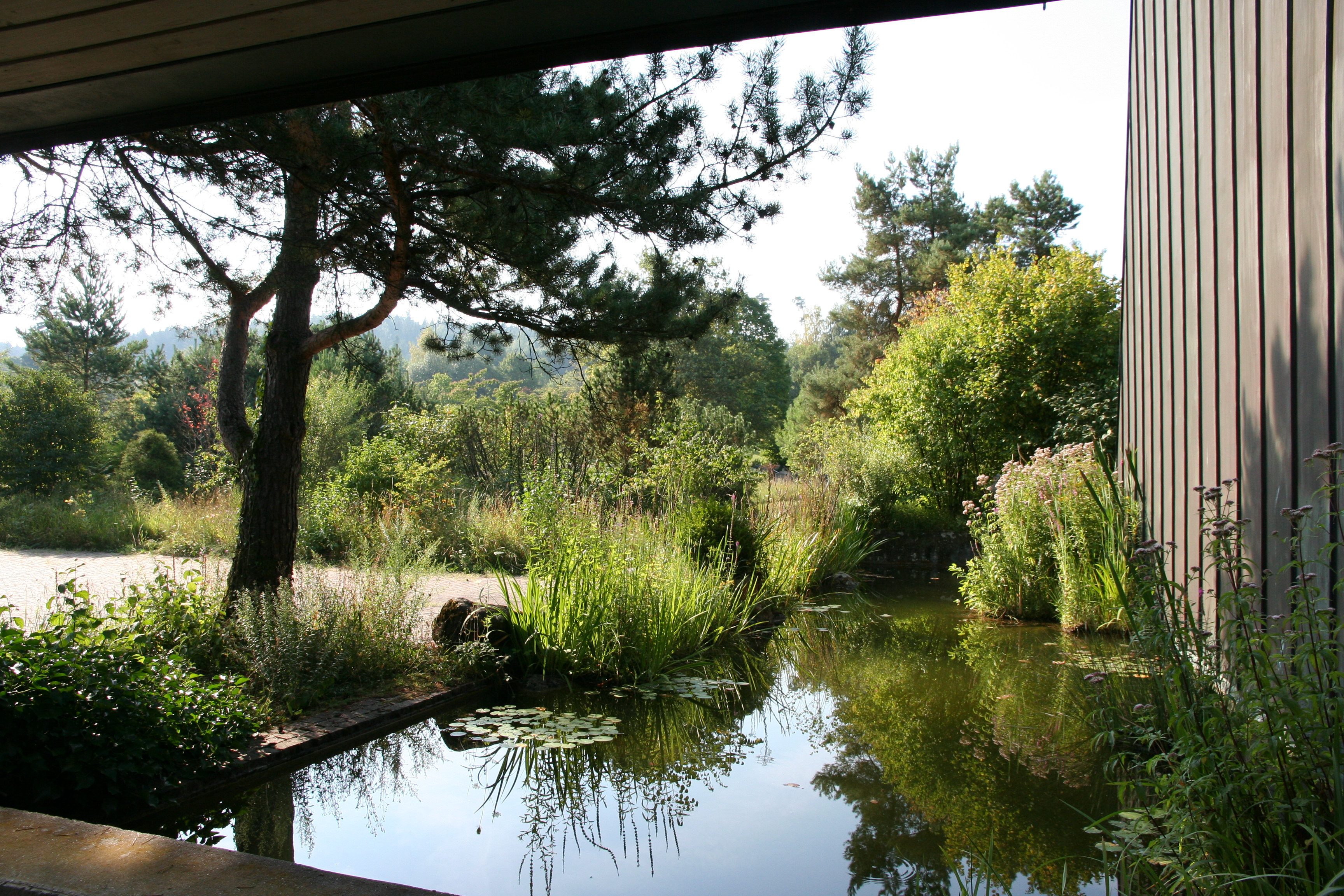
Friedhof Witikon

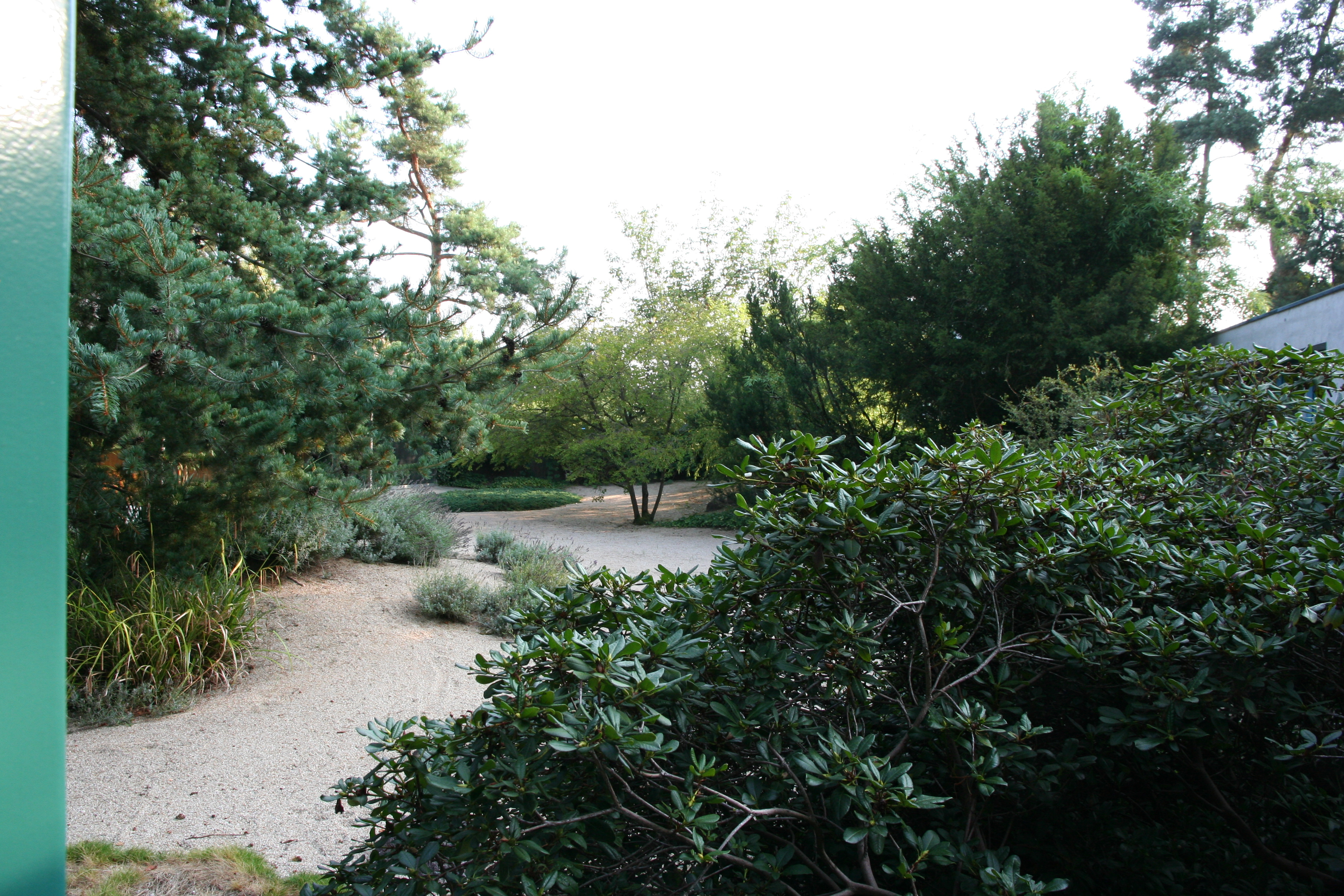
Friedhof Schwandenhol

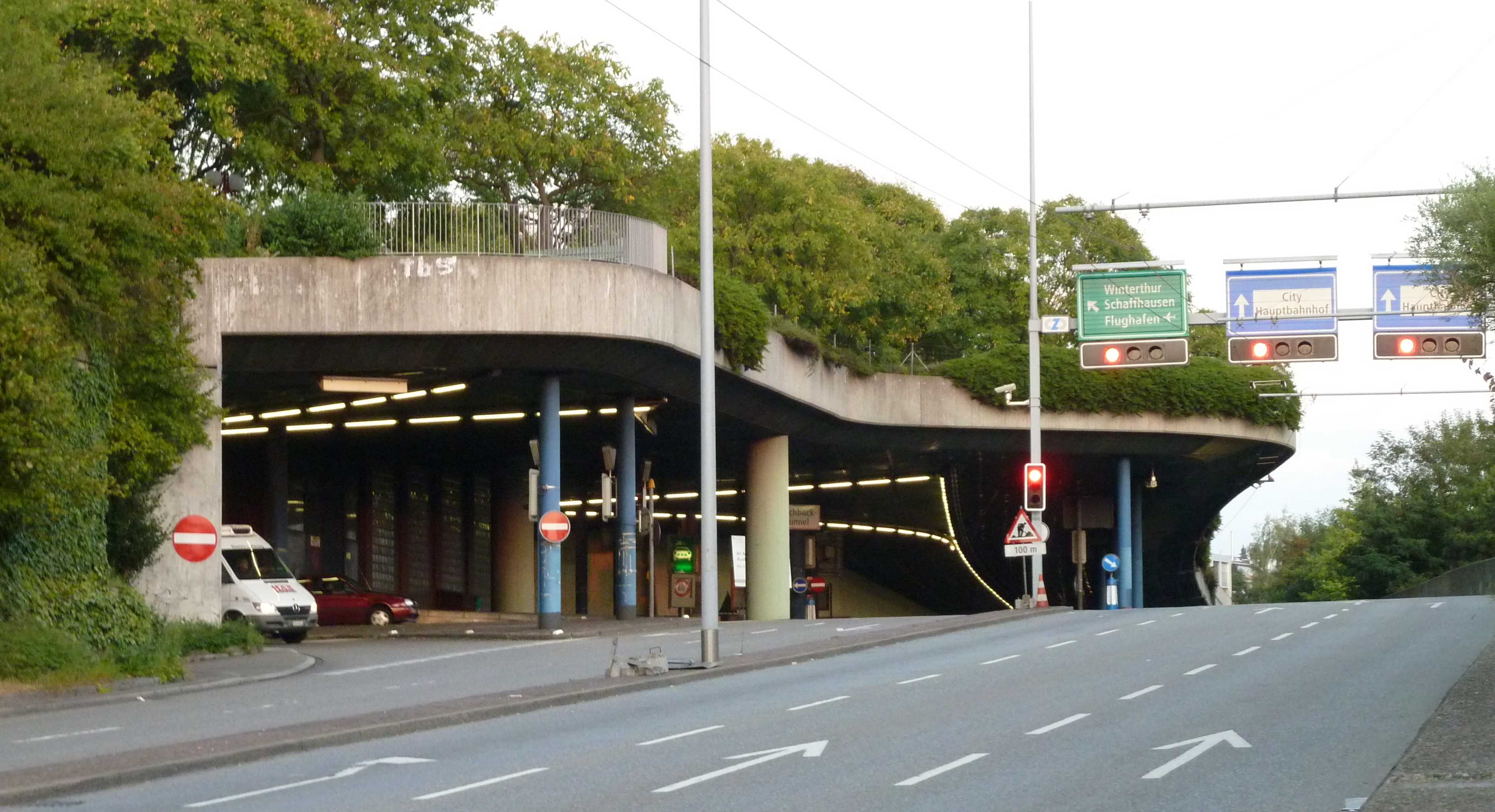
Milchbucktunnel

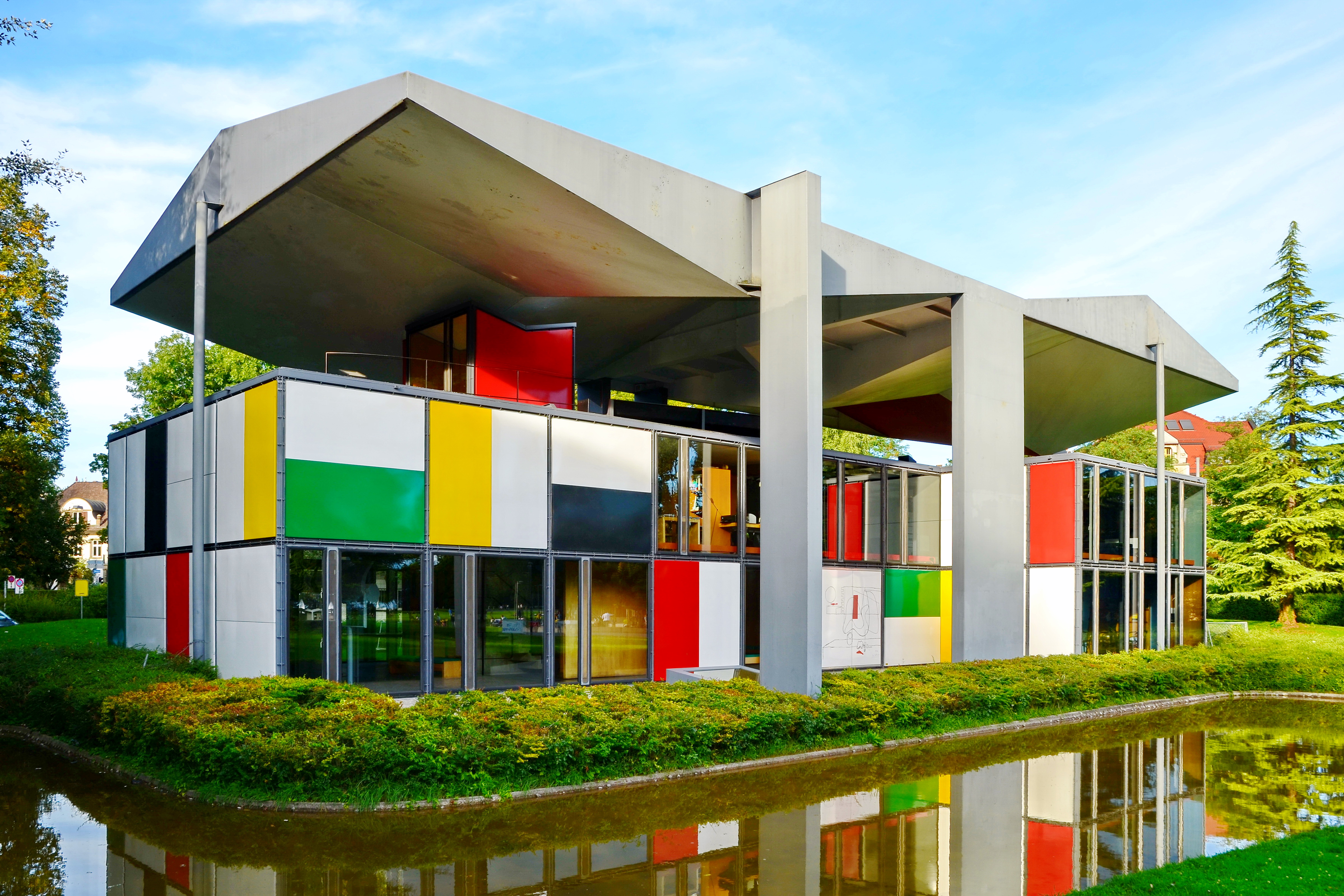
Centre Le Corbusier

Über 20 Friedhöfe, Sport- und Freizeitanlagen sowie Umgebungen von Einfamilienhaus- und Mehrfamilienhaussiedlungen plante Zbinden mit seinen Mitarbeitern.
- 1955: Blumenschau im Hallenstadion
- 1956–1957: Friedhof Witikon, Zürich
- 1959: G59 1. Schweizerische Gartenbau-Ausstellung
- 1964–1965: Freibad – Zwischen den Hölzern, Oberengstringen (Architekt: Werner Stücheli)
- 1962–1966: Friedhof Schwandenholz, Zürich (Architekt: Werner Stücheli)
- 1963–1967: Centre Le Corbusier, Zürich (Architekt: Le Corbusier)
- Stadtpark Wil
- Renovation Gartenanlage Siedlung Neubühl
- Renovation Gartenanlage Villa Diana, Thalwil
- Südportal beim Milchbucktunnel der N1, Zürich
- Grünanlagen zum Erweiterungsbau der Schweizerischen Rückversicherungs-Gesellschaft, Zürich Vogt Landschaftsarchitekten

## Ehrungen
- Ehrenmitglied des Verbandes Schweizer Gartenbaumeister
- Ehrenmitglied des Gärtnermeisterverbandes Zürich und Umgebung
- Ehrenmitglied des Bundes Schweizer Garten- und Landschaftsarchitekten
- Schatzmeister der International Federation of Landscape Architects
- 15 Jahre Präsident der Alliance française